# JR55 SAPPORO

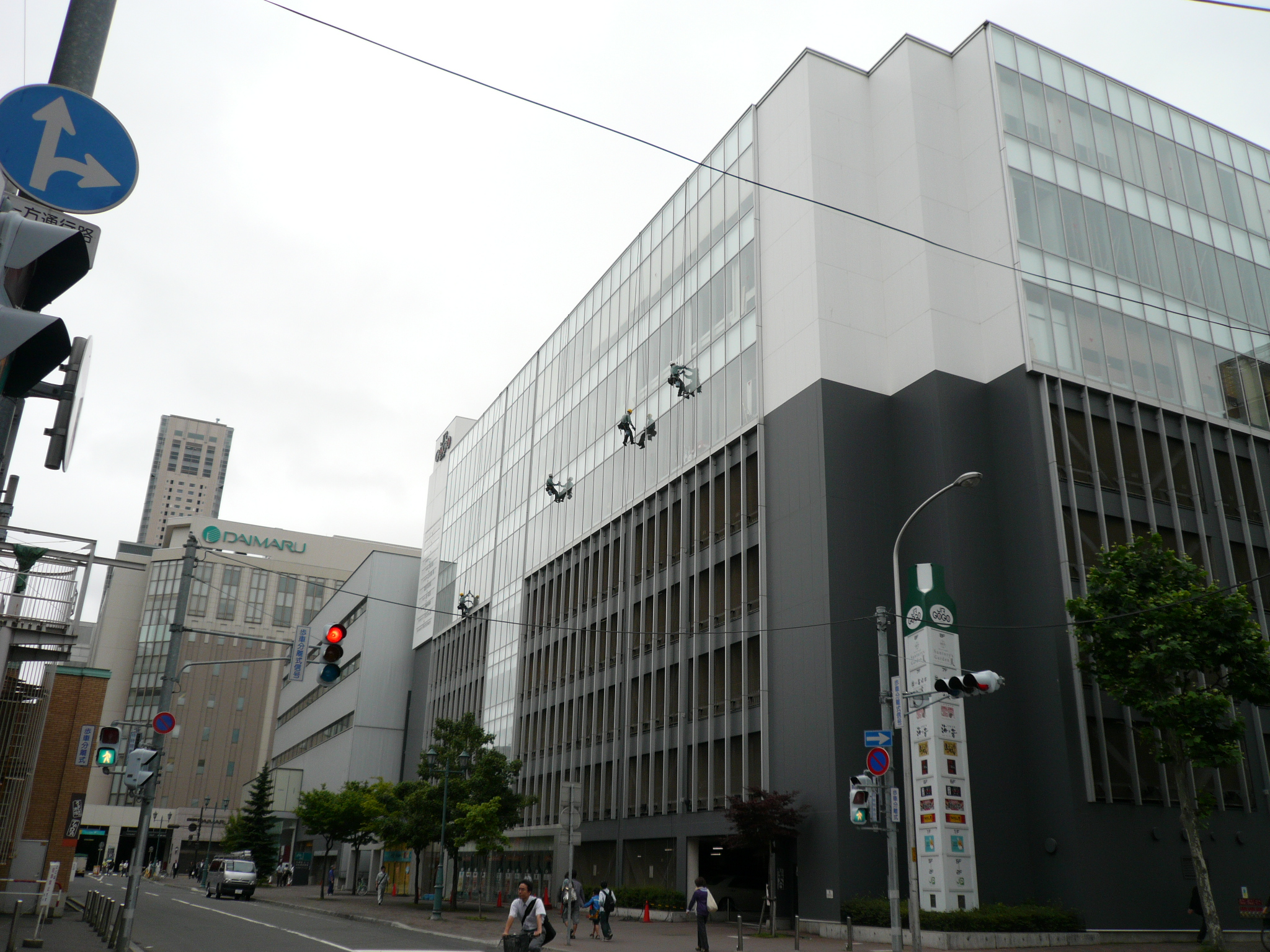
JR55 SAPPOROと奥に見えるJR札幌駅（2010年7月）

JR55 SAPPORO（ジェイアール ゴーゴー さっぽろ）は、北海道札幌市のJR札幌駅西口にある複合ビルである。
2006年（平成18年）11月8日に開業した。1階から5階は駐車場、6階から8階は飲食店が入居している。また、3階にて隣接するsapporo55ビルの2階と連結している。

## 入居テナント
- 1階
  - 美容室ネオンズ 札幌駅JR55ビル店
- 2階～5階
  - ジェイパーキング ジェイ・アール5・5
- 6階
  - イタリアンダイニング グラッツェ JR55店
  - 地域事業インキュベーション・コワーキング施設 HOKKAIDOxStation01
- 7階
  - 旬地旬鮮 海の音 JR55店
  - 電気羊酒場 JR55ビル店
  - 香香厨房 JR55ビル店
  - 炭焼ダイニングはなび 西口店
  - Churrasco Bower BLOGAD
  - やさい家さくら
- 8階
  - サントリーズガーデン「昊」

## 周辺
- 北海道旅客鉄道（JR北海道）函館本線札幌駅
- 札幌市営地下鉄南北線・東豊線さっぽろ駅
- sapporo55ビル
- サツエキ Bridge
- WEST6
- 大丸札幌店
- パセオ
- 住友生命札幌ビル
- JRイン札幌